# All American Nightmare
All American Nightmare è il terzo album in studio della rock band statunitense Hinder. Pubblicato il 7 dicembre 2010, fa seguito a Take It to the Limit del 2008. All American Nightmare ha un sound decisamente più pesante rispetto agli altri due dischi della band.

## Produzione
Gli Hinder hanno iniziato a registrare il disco all'inizio del 2010 col produttore Kevin Churko. In origine la band aveva chiamato Howard Benson per produrre l'album, ma Churko è stato poi assunto per il ruolo. Secondo il cantante Austin Winkler, lui e il batterista Cody Hanson hanno scritto circa 60 canzoni, di cui 10 registrate per l'edizione standard dell'album e altre due per l'edizione deluxe. Il processo di scrittura è cambiato rispetto al passato; Winkler ha dichiarato che "normalmente facciamo quello che vuole l'etichetta. Ma per questo disco abbiamo dovuto fare qualcosa di diverso. Abbiamo dovuto mescolare un po'".
L'album è stato registrato in due parti; tutta la musica è stata registrata nello studio di Hanson, mentre le parti vocali nello studio personale di Winkler a Las Vegas.
Winkler ha dichiarato di essere soddisfatto dell'album, affermando di essere "eccitato al riguardo. Non sono mai stato così entusiasta di un disco."

## Canzoni
Winkler ha detto che la band ha intenzionalmente modificato il suono della musica nell'album, col proposito di farlo suonare "con un tocco di Southern rock, ma comunque forte", dichiarando inoltre che molti brani sono molto diversi l'uno dall'altro, "con alcune canzoni davvero uniche." Secondo un giornalista del The Vindicator, giornale locale di Youngstown, Ohio, i pezzi spaziano "dalla title track, primo singolo, alla poppeggiante 'Hey Ho' e la ballata 'Whatcha Gonna Do'."
Oltre a Winkler e Hanson, la band ha chiesto ad altri musicisti di partecipare alla scrittura dei brani. Winkler ha detto che "siamo andati in giro e scritto con chiunque avremmo potuto pensare, solo per vedere che sarebbe successo e per cogliere una sensazione diversa. Sapevamo di aver bisogno di un sapore diverso e di altre influenze."
La canzone "Waking Up the Devil" fa parte della colonna sonora del film Saw 3D - Il capitolo finale.

## Uscita
Mentre le prime voci dicevano solo che l'album sarebbe uscito nella seconda metà del 2010, per poi essere successivamente annunciato per il 14 dicembre, l'uscita del disco è attualmente prevista per il 7 dicembre 2010.
Il primo singolo, la title track, è stato pubblicato il 14 settembre 2010 e reso disponibile in digital download il 5 ottobre.
Finora sono usciti due video per altrettanti pezzi, "All American Nightmare" e "Put That Record On".
La copertina, in cui appare la modella Jesse Lee Denning (che è anche la protagonista del video di "All American Nightmare") è stata annunciata il 3 novembre 2010.

## Accoglienza
Le prime reazioni all'uscita del disco sono state variegate; un critico di All Music Guide ha definito l'album "un deciso tentativo di ricreare il passato del rock & roll", con un punteggio di una stella e mezzo su cinque. In una recensione favorevole, Hard Rock Haven ha dichiarato che il disco "risalta" in mezzo ad altri lavori di modern rock, dandogli un punteggio di 8 su 10.

## Vendite
L'album ha venduto 35000 copie nella sua prima settimana di vendita negli Stati Uniti, ed è entrato nella Billboard 200 alla numero 37.

## Tracce
1. 2 Sides of Me – 3:24
2. All American Nightmare – 3:17
3. What Ya Gonna Do – 4:07
4. Hey Ho – 3:34
5. The Life – 3:37
6. Waking Up the Devil – 4:12
7. Red Tail Lights – 3:48
8. Strip Tease – 3:29
9. Everybody's Wrong – 3:41
10. Put That Record On – 3:38

Tracce bonus della Deluxe edition
1. Good Life – 3:35
2. Bad Mutha Fucka – 3:34
3. Put That Record On (Demo version) – 3:43
4. What Ya Gonna Do (Demo version) – 4:14
5. All American Nightmare (Video) – 4:04

Tracce bonus dell'edizione iTunes
1. 2 Sides of Me (Demo version) – 3:16

## Formazione
- Austin Winkler - voce
- Joe Garvey - chitarra solista
- Mark King - chitarra ritmica
- Mike Rodden - basso
- Cody Hanson - batteria